# US Open-mesterskabet i herredouble 2020
US Open-mesterskabet i herredouble 2020 var den 140. turnering om US Open-mesterskabet i herredouble. Turneringen var en del af US Open 2020 og blev spillet i USTA Billie Jean King National Tennis Center i New York City, USA i perioden 2. - 10. september 2020. Mesterskabet blev afviklet midt under COVID-19-pandemien, og derfor blev herredoublerækken afviklet med 32 deltagende par i stedet for de sædvanlige 64.
Mesterskabet blev vundet af Mate Pavić og Bruno Soares, som vandt deres første grand slam-titel som makkere ved at besejrede Wesley Koolhof og Nikola Mektić i finalen med 7–5, 6–3. Pavić og Soares' sejr var især baseret på stabile server, og parret var ikke nede med en eneste breakbold i kampen. Det kroatisk-brasilianske par vandt dermed deres anden turneringssejr som makkere, efter at de året forinden havde vundet Shanghai Masters.
Bruno Soares havde tidligere vundet Australian Open og US Open i 2016 sammen med Jamie Murray, så det var hans tredje grand slam-herredoubletitel i karrieren, og den anden ved US Open-mesterskabet i herredouble. Han havde endvidere tre grand slam-titler i mixed double på cv'et, så triumfen i New York City var hans sjette grand slam-titel i alt. Mate Pavić tidligere havde triumferet ved Australian Open 2018 med Oliver Marach som makker, og dermed var denne titel hans anden grand slam-titel i herredouble. Han havde også to grand slam-titler i mixed double på cv'et fra tidligere, så denne titel var hans fjerde grand slam-titel i alt.
Mate Pavić blev den første kroatiske vinder af US Open-mesterskabet i herredouble, siden Nikola Pilić vandt titlen ved US Open 1970.

## Pengepræmier og ranglistepoint
Den samlede præmiesum til spillerne i herredouble androg $ 2.144.000 (ekskl. per diem), hvilket var et fald på 34 % i forhold til året før, hvor turneringen imidlertid havde haft dobbelt så mange deltagere.
| Resultat               | Pengepræmier | Pengepræmier | Ændring ift. 2019 | ATP-point |
| Resultat               | Pr. par      | Total        | Ændring ift. 2019 | ATP-point |
| ---------------------- | ------------ | ------------ | ----------------- | --------- |
| Vindere (1)            | $ 400.000    | $ 400.000    | −45,9 %           | 2.000     |
| Finalister (1)         | $ 240.000    | $ 240.000    | −35,1 %           | 1.200     |
| Semifinalister (2)     | $ 130.000    | $ 260.000    | −25,7 %           | 720       |
| Kvartfinalister (4)    | $ 91.000     | $ 364.000    | 0 %               | 360       |
| Tabere i 2. runde (8)  | $ 50.000     | $ 400.000    | 0 %               | 180       |
| Tabere i 1. runde (16) | $ 30.000     | $ 480.000    | 0 %               | 0         |
| Samlet præmiesum       | -            | $ 2.144.000  | −34,0 %           | -         |

## Turnering

### Deltagere
Turneringen har deltagelse af 32 par, der er fordelt på:
- 28 direkte kvalificerede par i form af deres ranglisteplacering.
- 4 par, der har modtaget et wildcard.

#### Seedede par
De otte bedst placerede af parrene på ATP's verdensrangliste blev seedet:
| Seedning | Rang. | Spillere                           | Resultat     |
| -------- | ----- | ---------------------------------- | ------------ |
| 1        | 3     | Juan Sebastián Cabal Robert Farah  | Anden runde  |
| 2        | 10    | Łukasz Kubot Marcelo Melo          | Første runde |
| 3        | 16    | Rajeev Ram Joe Salisbury           | Semifinalist |
| 4        | 18    | Ivan Dodig Filip Polášek           | Første runde |
| 5        | 20    | Marcel Granollers Horacio Zeballos | Første runde |
| 6        | 27    | Kevin Krawietz Andreas Mies        | Anden runde  |
| 7        | 35    | Raven Klaasen Oliver Marach        | Første runde |
| 8        | 39    | Wesley Koolhof Nikola Mektić       | Finalist     |

#### Wildcards
Fire par modtog et wildcard til turneringen.
| Par                                    | Resultat      |
| -------------------------------------- | ------------- |
| Ernesto Escobedo Noah Rubin            | Første runde  |
| Christopher Eubanks Mackenzie McDonald | Kvartfinalist |
| Christian Harrison Ryan Harrison       | Anden runde   |
| Nathaniel Lammons Nicholas Monroe      | Første runde  |

### Resultater
| Juan Sebastián Cabal |
| Robert Farah         |

| Jürgen Melzer          |
| Édouard Roger-Vasselin |

| Juan Sebastián Cabal |
| Robert Farah         |

| Marcelo Arévalo |
| Jonny O'Mara    |

| Jean-Julien Rojer |
| Horacio Tecău     |

| Jean-Julien Rojer |
| Horacio Tecău     |

| Jean-Julien Rojer |
| Horacio Tecău     |

| Ernesto Escobedo |
| Noah Rubin       |

| Rohan Bopanna    |
| Denis Shapovalov |

| Rohan Bopanna    |
| Denis Shapovalov |

| Rohan Bopanna    |
| Denis Shapovalov |

| Max Purcell  |
| Luke Saville |

| Kevin Krawietz |
| Andreas Mies   |

| Kevin Krawietz |
| Andreas Mies   |

| Jean-Julien Rojer |
| Horacio Tecău     |

| Ivan Dodig    |
| Filip Polášek |

| Mate Pavić   |
| Bruno Soares |

| Jamie Murray |
| Neal Skupski |

| Jamie Murray |
| Neal Skupski |

| Marcelo Demoliner |
| Matwé Middelkoop  |

| Marcelo Demoliner |
| Matwé Middelkoop  |

| Nicolas Mahut      |
| Jan-Lennard Struff |

| Jamie Murray |
| Neal Skupski |

| Dominic Inglot       |
| Aisam-ul-Haq Qureshi |

| Mate Pavić   |
| Bruno Soares |

| Jack Sock       |
| Jackson Withrow |

| Jack Sock       |
| Jackson Withrow |

| Mate Pavić   |
| Bruno Soares |

| Mate Pavić   |
| Bruno Soares |

| Marcel Granollers |
| Horacio Zeballos  |

| Mate Pavić   |
| Bruno Soares |

| Raven Klaasen |
| Oliver Marach |

| Wesley Koolhof |
| Nikola Mektić  |

| Marcus Daniell |
| Philipp Oswald |

| Marcus Daniell |
| Philipp Oswald |

| Luke Bambridge |
| Ben McLachlan  |

| Christopher Eubanks |
| Mackenzie McDonald  |

| Christopher Eubanks |
| Mackenzie McDonald  |

| Christopher Eubanks |
| Mackenzie McDonald  |

| Jérémy Chardy  |
| Fabrice Martin |

| Rajeev Ram    |
| Joe Salisbury |

| Christian Harrison |
| Ryan Harrison      |

| Christian Harrison |
| Ryan Harrison      |

| Austin Krajicek |
| Franko Škugor   |

| Rajeev Ram    |
| Joe Salisbury |

| Rajeev Ram    |
| Joe Salisbury |

| Rajeev Ram    |
| Joe Salisbury |

| Wesley Koolhof |
| Nikola Mektić  |

| Wesley Koolhof |
| Nikola Mektić  |

| Nikola Ćaćić |
| Divij Sharan |

| Wesley Koolhof |
| Nikola Mektić  |

| Simone Bolelli  |
| Máximo González |

| Simone Bolelli  |
| Máximo González |

| Santiago González |
| Ken Skupski       |

| Wesley Koolhof |
| Nikola Mektić  |

| Nathaniel Lammons |
| Nicholas Monroe   |

| Sander Gillé  |
| Joran Vliegen |

| John Peers    |
| Michael Venus |

| John Peers    |
| Michael Venus |

| Sander Gillé  |
| Joran Vliegen |

| Sander Gillé  |
| Joran Vliegen |

| Łukasz Kubot |
| Marcelo Melo |